# 霍赫紹伯山
46°56′34″N 12°41′54″E / 46.94278°N 12.69833°E

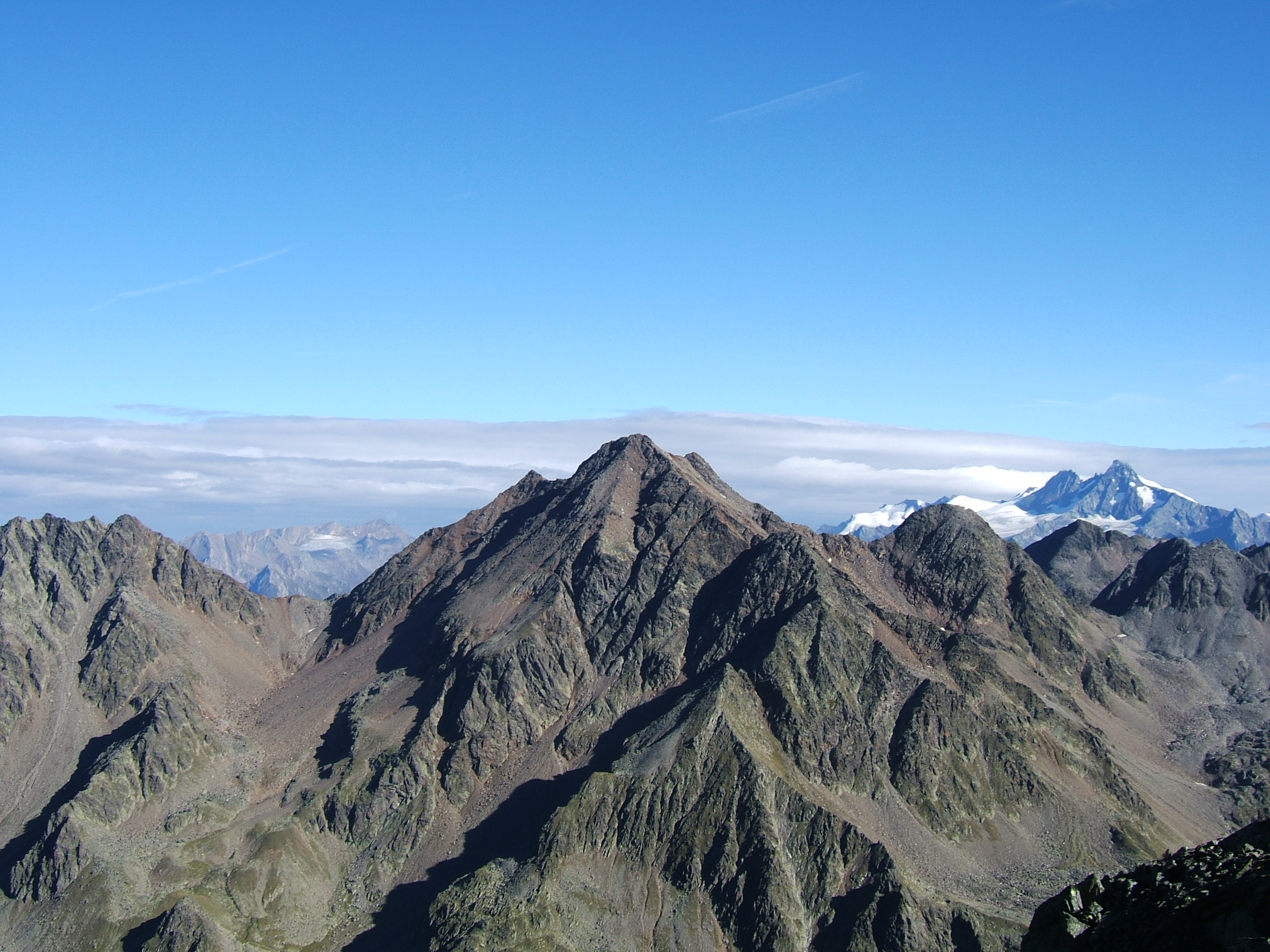

霍赫紹伯山（德語：Hochschober），是奧地利的山峰，位於該國西部，由蒂羅爾州負責管轄，屬於高地陶恩山脈的一部分，海拔高度3,240米，人類在1852年8月18日首次登頂。